# Nottingham (Schiff, 1914)
Die fünfte HMS Nottingham war ein Kriegsschiff vom Typ Leichter Kreuzer der Town-Klasse. Sie lief 1913 vom Stapel und kam 1914 als letzter der fünfzehn von der Royal Navy bestellten Kreuzer der Klasse in den Dienst. Sie wurde in der Nordsee eingesetzt und ging am 19. August 1916 (im Ersten Weltkrieg) durch drei Torpedotreffer des deutschen Unterseebootes U 52 vor der Küste Schottlands verloren.

## Baugeschichte
Die HMS Nottingham war der fünfzehnte Leichte Kreuzer der Town-Klasse, der für die Royal Navy in Dienst kam. Sie gehörte zur vierten Untergruppe dieser Kreuzer, die auch als Birmingham-Klasse bezeichnet wird. Die Royal Navy bestellte im Haushalt 1911 drei weitere Kreuzer des seit 1909 gebauten Typs Leichter Kreuzer, die bis zum Ersten Weltkrieg noch in den Dienst kamen. Ein Schwesterschiff dieser letzten Variante der für die Royal Navy gebauten Town-Klasse wurde für die Royal Australian Navy in Australien gebaut und kam als Adelaide erst nach dem Weltkrieg in Dienst.
Noch kurz vor Beginn des Ersten Weltkriegs war anlässlich der Kieler Woche ein englisches Geschwader am 23. Juni 1914 in den Kieler Hafen eingelaufen, zu dem neben der Nottingham die Schiffe King Georg V. als Flaggschiff, Centurion, Ajax, Audacious sowie die Kreuzer Southampton und Birmingham gehörten. Unter dem Kommando von Vizeadmiral George Warrender verblieben die Schiffe dort bis zum 30. Juni.
Die Schiffe unterschieden sich von ihren Vorgängern durch ein zusätzliches 6 Zoll-Geschütz auf dem Vorschiff und die Ausstattung mit dem moderneren Typ XII. Auch waren die Schiffe der Birmingham-Gruppe erheblich stärker gepanzert. Dazu war der Bug verändert, um die Seefähigkeit der Kreuzer zu erhöhen.
Zwei weitere für Griechenland in Bau befindliche, leichtere Kreuzer der Town-Klasse kamen noch während des Weltkrieges mit Birkenhead und Chester für die Royal Navy in Dienst.
Eine stärkere Weiterentwicklung der Birmingham-Gruppe waren die fünf im Krieg begonnenen Kreuzer der Hawkins-Klasse, von denen aber nur die zu einem Behelfs-Flugzeugträger umkonstruierte Vindictive, die ursprünglich Cavendish heißen sollte, wenige Tage vor Ende des Weltkrieges in Dienst kam. Diese Kreuzer waren die Basis der Schweren Kreuzer nach dem Flottenabkommen von Washington 1922.

## Einsatzgeschichte
Der erste Einsatz der Nottingham erfolgte im Seegefecht bei Helgoland am 28. August 1914 als einer der sechs britischen Leichten Kreuzer des Leichten Kreuzergeschwaders (neben Southampton, Liverpool, Falmouth und den Schwesterschiffen Lowestoft und Birmingham). Das Geschwader unterstützte die in Helgoländer Bucht eindringenden Zerstörer und U-Boote der Harwich Force dabei, die Sicherungskräfte der Kaiserlichen Marine in ein Gefecht zu verwickeln, das auf deutscher Seite zum Verlust der Kleinen Kreuzer Ariadne, Mainz und Cöln sowie des Torpedobootes V 187 führte. Der Geschwaderkommodore William Goodenough kommandierte zuerst die beiden Kreuzer Nottingham und Lowestoft ab, um Reginald Tyrwhitts Schiffe zu verstärken. Die beiden Kreuzer trafen zufällig auf das von britischen Zerstörern verfolgte deutsche Torpedoboot V 187 und versenkten es gegen 9:10 Uhr mit ihrer überlegenen Feuerkraft ohne Mühe. Sie verloren dann aber im Nebel den Anschluss an das Kreuzergeschwader.
Ende September 1914 begleitete die Nottingham das britische Unterseeboot E5 auf dem Marsch zur Aufklärung möglicher Ostseezugänge. Am 16. Dezember 1914 versuchte sie, die deutschen Schlachtkreuzer auf dem Rückmarsch von der Beschießung britischer Küstenorte in Yorkshire (Scarborough, Whitby, Hartlepool) abzufangen, die vom Geschwaderflaggschiff HMS Southampton entdeckt worden waren. Durch einen zum Teil missverstandenen Befehl Beattys ging der Kontakt des Geschwaders jedoch frühzeitig verloren.
Auch war sie am Gefecht auf der Doggerbank am 23. Januar 1915 beteiligt, wo sie vor allem für die Artilleriebeobachtung eingesetzt wurde.
Im folgenden Monat wurde sie dem 2. Leichten Kreuzergeschwader zugeteilt. Am 20. Juni wurde sie auf einer Überwachungsfahrt in der Nordsee von den U-Booten U 17 und U 6 angegriffen, ohne getroffen zu werden. Im August 1915 suchte die Nottingham mit ihrem Schwesterschiff Birmingham und anderen Einheiten den deutschen Hilfs-Minenleger Meteor.
Am 31. Mai 1916 nahm die Nottingham im Verband des 2. Leichten Kreuzergeschwaders (2nd LCS) mit Southampton, Birmingham und Dublin an der Skagerrakschlacht teil, das ursprünglich nicht in Richtung der Deutschen aufklärte und daher erst ab 16:20 vor der britischen Schlachtkreuzerflotte aufklärte. Um 16:38 Uhr meldet das Geschwader dann das Herannahen der Hochseeflotte – welche man britischerseits noch in Wilhelmshaven vermutete – und die zuerst von der Nottingham (Captain Charles B. Miller) als deutsche Hauptstreitmacht erkannt worden ist. Als Beatty eine Kursänderung seiner Schiffe befahl, hielt Goodenough jetzt seine Position, auch wenn er dadurch von den Schlachtschiffen der Hochseeflotte beschossen wurde. Gegen 20:40 Uhr kam es auf der Suche nach der in Nebel und Dunkelheit verschwundenen Hochseeflotte zu einem Gefecht zwischen dem 2. Leichten Kreuzergeschwader und der II. Torpedobootsflottille, in dem das deutsche Torpedoboot S 35 versenkt wurde. Ab 22:15 Uhr kam es dann zu einem Gefecht mit den kleinen Kreuzern Elbing, Rostock, Stuttgart, Frauenlob und Hamburg der IV. Aufklärungsgruppe unter Kommodore Ludwig von Reuter, von denen die Frauenlob durch Torpedo- und Artillerietreffer versenkt wurde. Auch die Elbing und die Rostock sanken später nach weiteren Beschädigungen. Die Nottingham setzte ihre Scheinwerfer nicht ein und wurde in dieser Phase des Gefechtes nicht getroffen, in der die Southampton und Dundee erheblich beschädigt wurden und das Geschwader sich gegenseitig „verlor“.

## Verlust
Am 19. August 1916 war die Nottingham an einem Routinevorstoß in die Nordsee beteiligt, als sie um 6:00 Uhr morgens bei dichtem Nebel 120 Seemeilen südöstlich des Firth of Forth von zwei Torpedos des deutschen Unterseebootes U 52 getroffen wurde. Die Dublin bemühte sich, das U-Boot zu vertreiben. 25 Minuten später gelang U 52 noch ein dritter Torpedotreffer. Erst um 7:10 Uhr sank die Nottingham mit geringen Verlusten (38 Tote) auf der Position 55° 29′ N, 0° 12′ O, da nach den ersten Treffern die Maschine ausfiel und die Räumung des Schiffes begonnen wurde.
Das Wrack liegt in 82 Meter Tiefe und wurde im Juli 2025 erstmals von einem Taucherteam entdeckt und anhand des Schiffsnamens, „HMS Nottingham“ gut lesbar in bronzenen Buchstaben, identifiziert. Das Schiff stehe aufrecht und sei gut erhalten.

### Erinnerungsstücke
Im Dezember 1993 übergab Bundesmarine-Admiral Otto H. Ciliax während einer Feier in Emden dem Kommandanten der zur Sheffield-Klasse gehörenden sechsten Nottingham die Kriegsflagge, ein Mützenband und weitere Erinnerungsstücke an die fünfte Nottingham. Der Vater des Admirals, Otto Ciliax, hatte als Wachoffizier von U 52 diese Stücke von einem verlassenen Rettungsboot der Nottingham, als man nach dem Untergang des Schiffes nach Überlebenden suchte, an sich genommen. Die Stücke wurden in der Kapitänskabine der sechsten Nottingham ausgestellt.